# Brachyramphus
Brachyramphus és un gènere d'ocells de la família dels àlcids (Alcidae).

## Taxonomia
Segons la Classificació del Congrés Ornitològic Internacional (versió 14.2, 2024) aquest gènere està format per tres espècies:
- Gavotí jaspiat asiàtic (Brachyramphus perdix)[5]
- Gavotí jaspiat americà (Brachyramphus marmoratus)[6]
- Gavotí beccurt (Brachyramphus brevirostris)[7]